# ダニエル・マイテンス
ダニエル・マイテンス（Daniël Mijtens, 1590年頃 – 1647年か1648年）は、オランダの画家。主にイングランドで肖像画家として活躍した。甥の息子にあたる同名の画家ダニエル・マイテンス2世（Daniël Mijtens II: 1644-1688）と区別するため、「年長のダニエル・マイテンス」や、ダニエル・マイテンス1世と表記されることもある。

## 生涯
ダニエル・マイテンスはデルフトの芸術家の家系に生まれ、デン・ハーグで教育を受けた。ミヒール・ファン・ミーレフェルトの工房で学んだのではないかと考えられている。彼は画家、アールト・マイテンスの甥で、弟のイサーク・マイテンスも画家であり、甥のヤン・マイテンスやその息子のダニエル・マイテンス2世も画家となっている。マイテンスのオランダ時代の作品は残っていない。 
1618年までにはロンドンに移り、収集家であった第21代アランデル伯トマス・ハワードの後ろ盾を得る。マイテンスはハワード卿とその夫人の肖像画を描き、続いてジェームズ1世とその息子プリンス・オブ・ウェールズの肖像画も描いた。マイテンスはジェームズ1世のための画家となった。
プリンス・オブ・ウェールズがチャールズ1世となった1625年、マイテンスは王とその廷臣たちの等身大の肖像画を多く手がけた。その中には複製も含まれており、マイテンスが工房を持って助手を使っていたことが窺える。マイテンスの最も優れた2枚の作品は両方ともジェームズ・ハミルトン公を描いたもので、1623年、公爵が17歳の時と6年後の1629年に描かれたものである。1626年と1630年にはオランダを訪れ、ルーベンスやアンソニー・ヴァン・ダイクの作品から学んだようである。
マイテンスはイングランドの肖像画に自然主義をもたらしたが、しかし1632年にアンソニー・ヴァン・ダイクがイングランドに来ると、首席宮廷画家の座を追われてしまう。1634年頃にはオランダに戻ったようである。オランダに戻ってからの作品は4枚が現存している。
英国王室はマイテンスの作品を所有している。彼はまたスコットランドのジェームズ4世王やマーガレット・テューダー王妃、メアリー女王といった昔の王族たちの肖像画の複製も制作している。

## ギャラリー

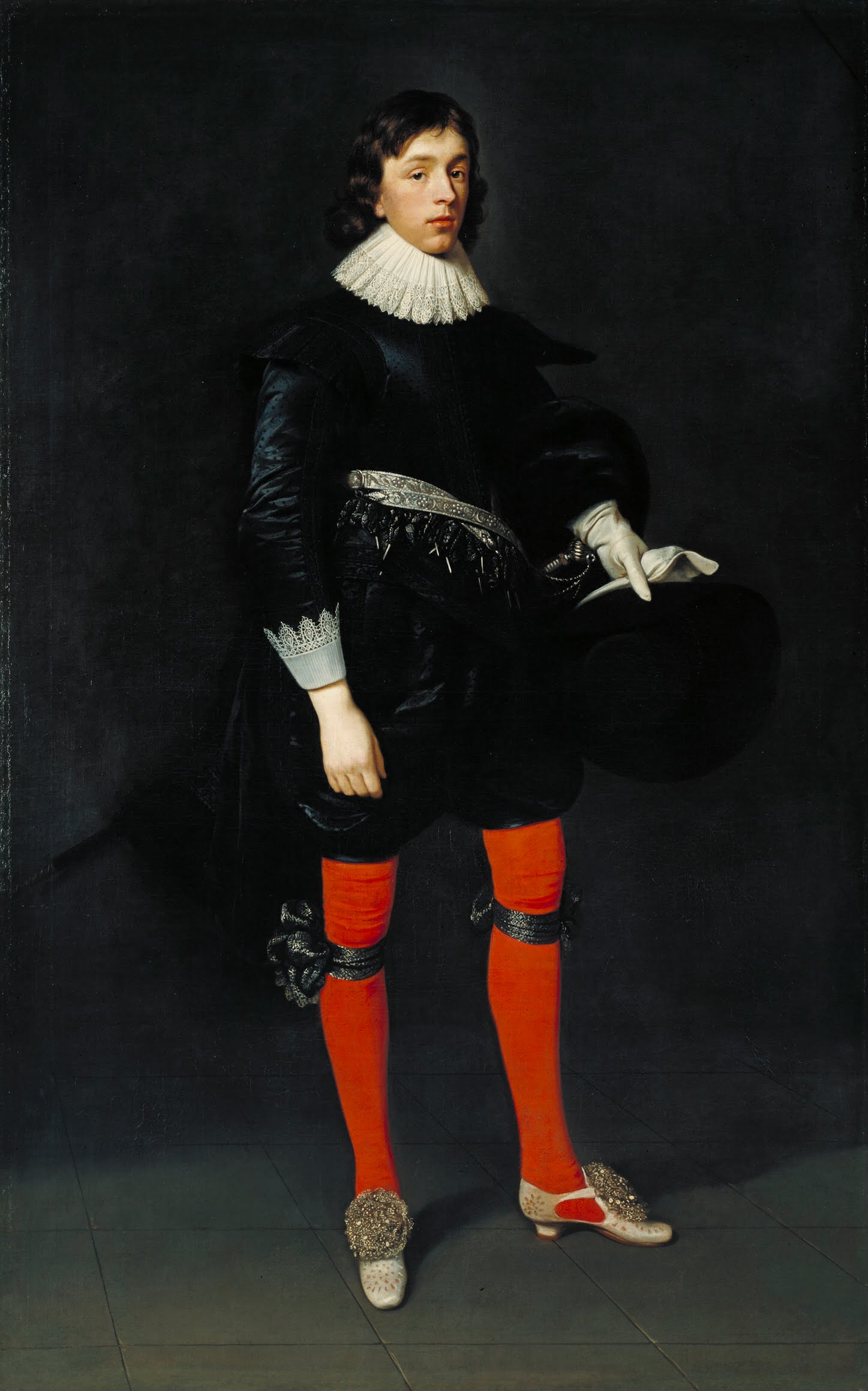
『ジェームズ・ハミルトン公(17歳)』（1623年） テート・ギャラリー 蔵
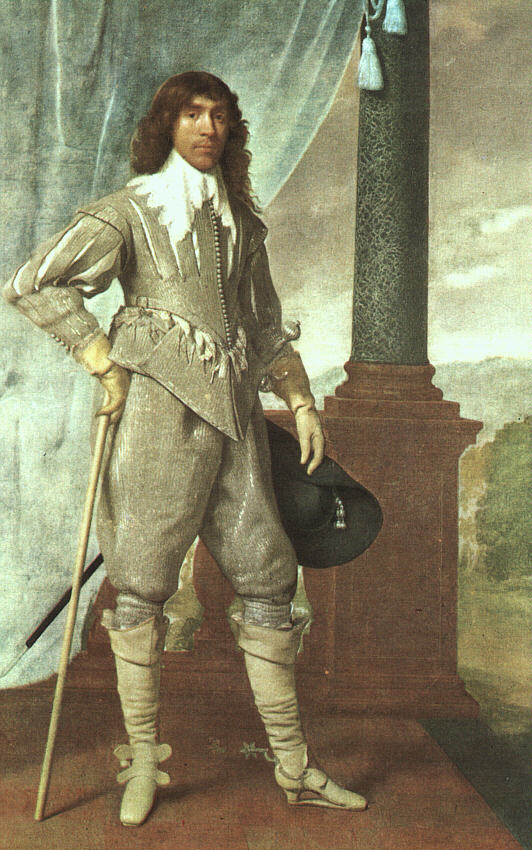
『ジェームズ・ハミルトン公』（1629年） スコットランド国立肖像画美術館 蔵
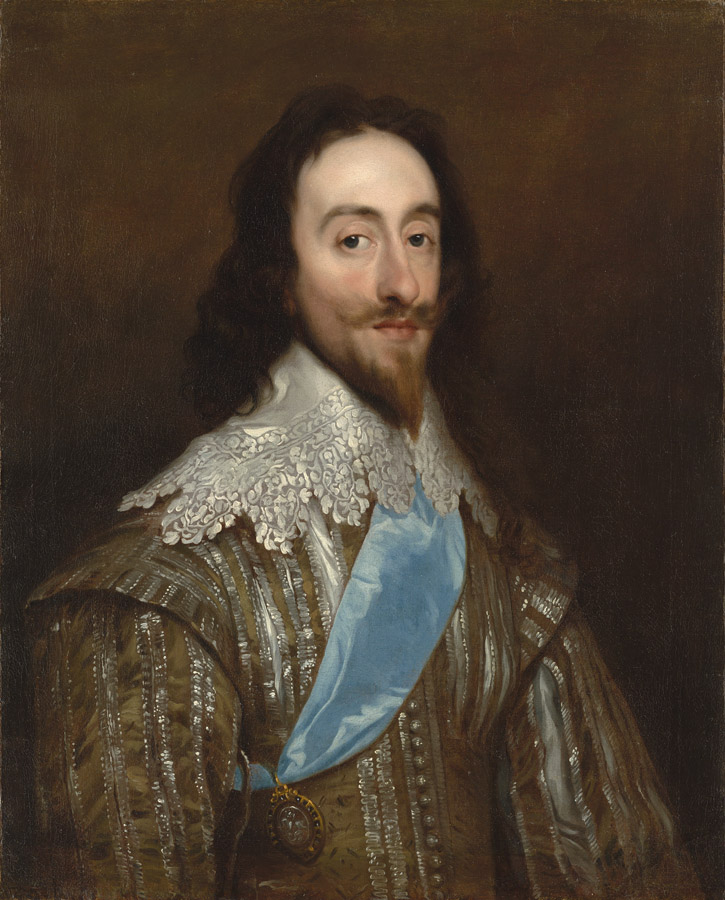
『チャールズ1世』（1632年）
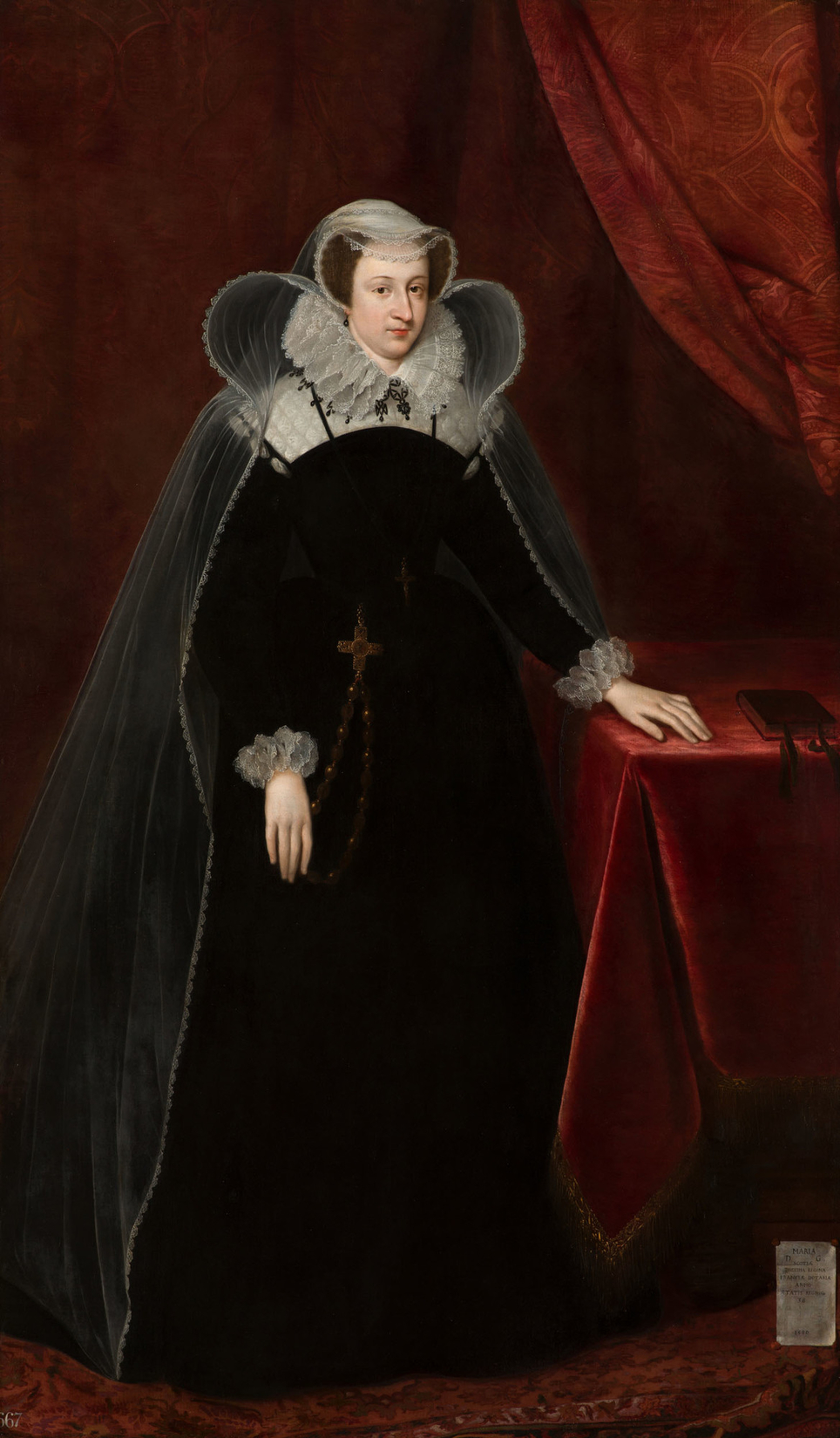
メアリー (スコットランド女王) ロイヤル・コレクション 蔵